# Młotek (budynek)
Młotek – blok mieszkalny znajdujący się w dzielnicy Śródmieście w Warszawie, na skarpie, przy ulicy Smolnej 8.
Budynek powstał na miejscu przedwojennego Instytutu Oftalmicznego, został zaprojektowany w 1964 przez Jana Bogusławskiego i Bohdana Gniewiewskiego. Budowę wieżowca zakończono w 1976. Był to jeden z pierwszych wysokościowców w Warszawie. Początkowo miał być hotelem polonijnym.

## Historia
Działka, na której powstał wieżowiec, od 1870 zabudowana była budynkiem Instytutu Oftalmicznego. Obiekt ten przetrwał do powstania warszawskiego. Mury przy ulicy Smolnej rozebrano po 1945.

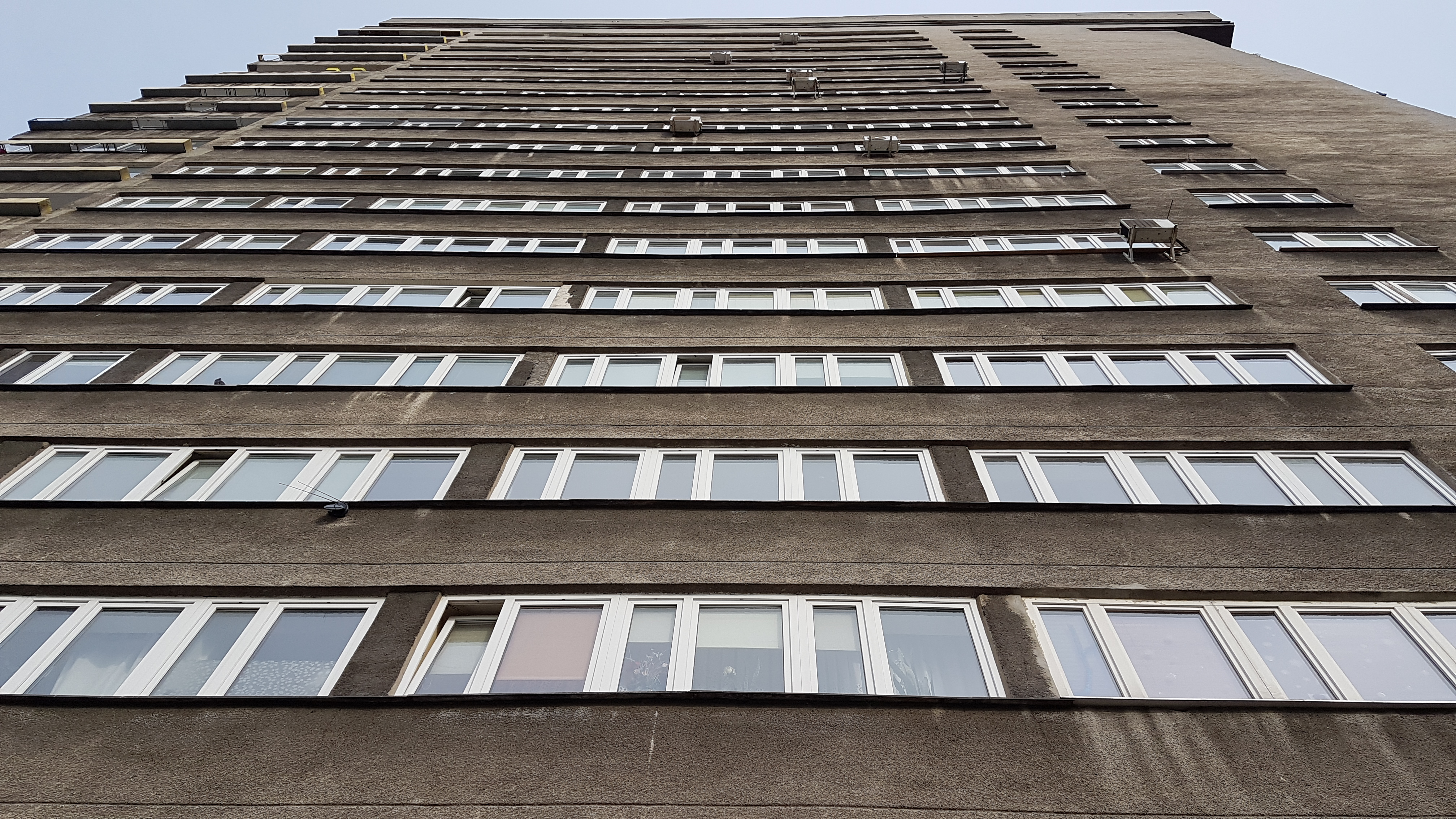
Elewacja południowa

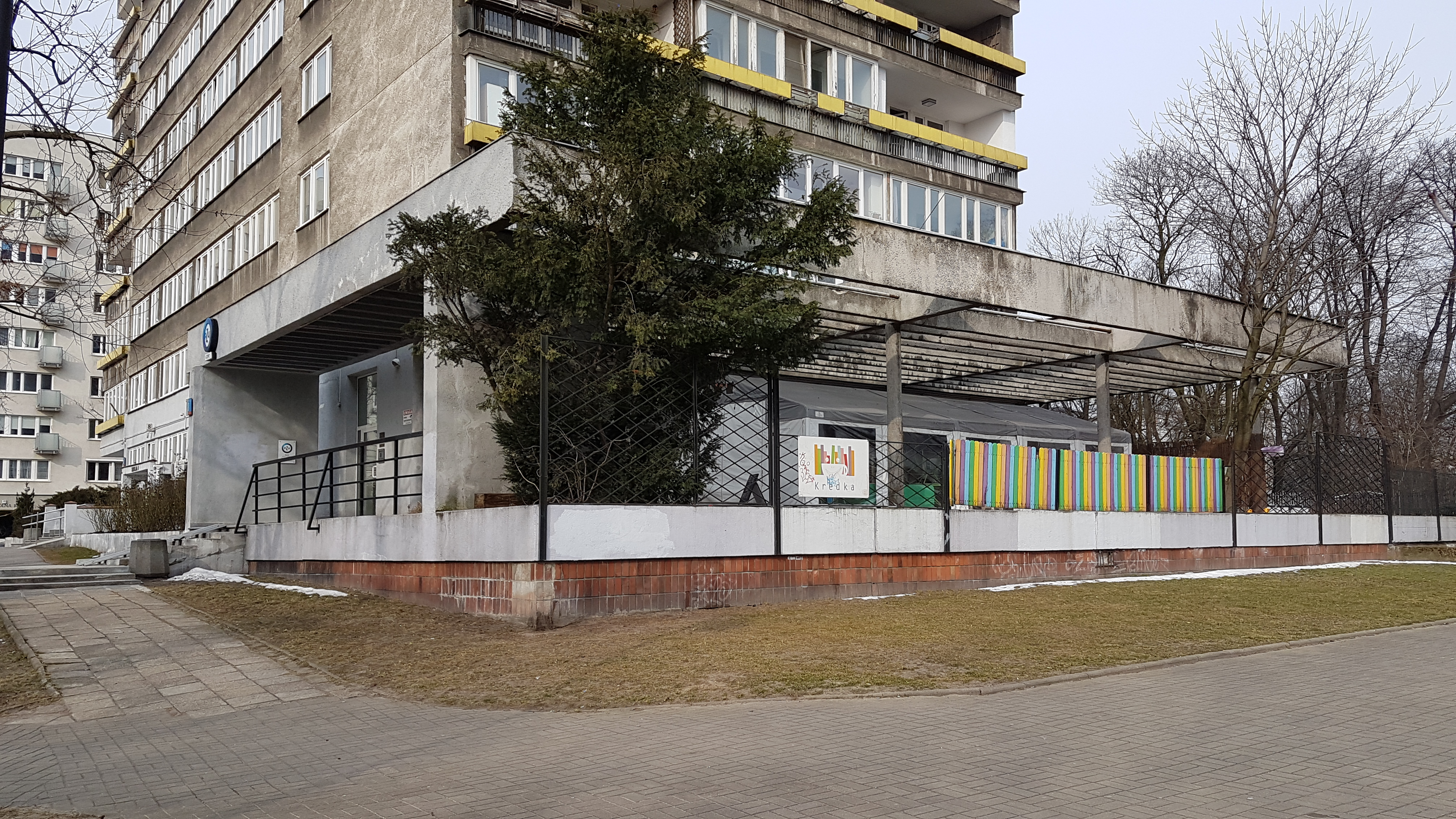
Wejście do budynku

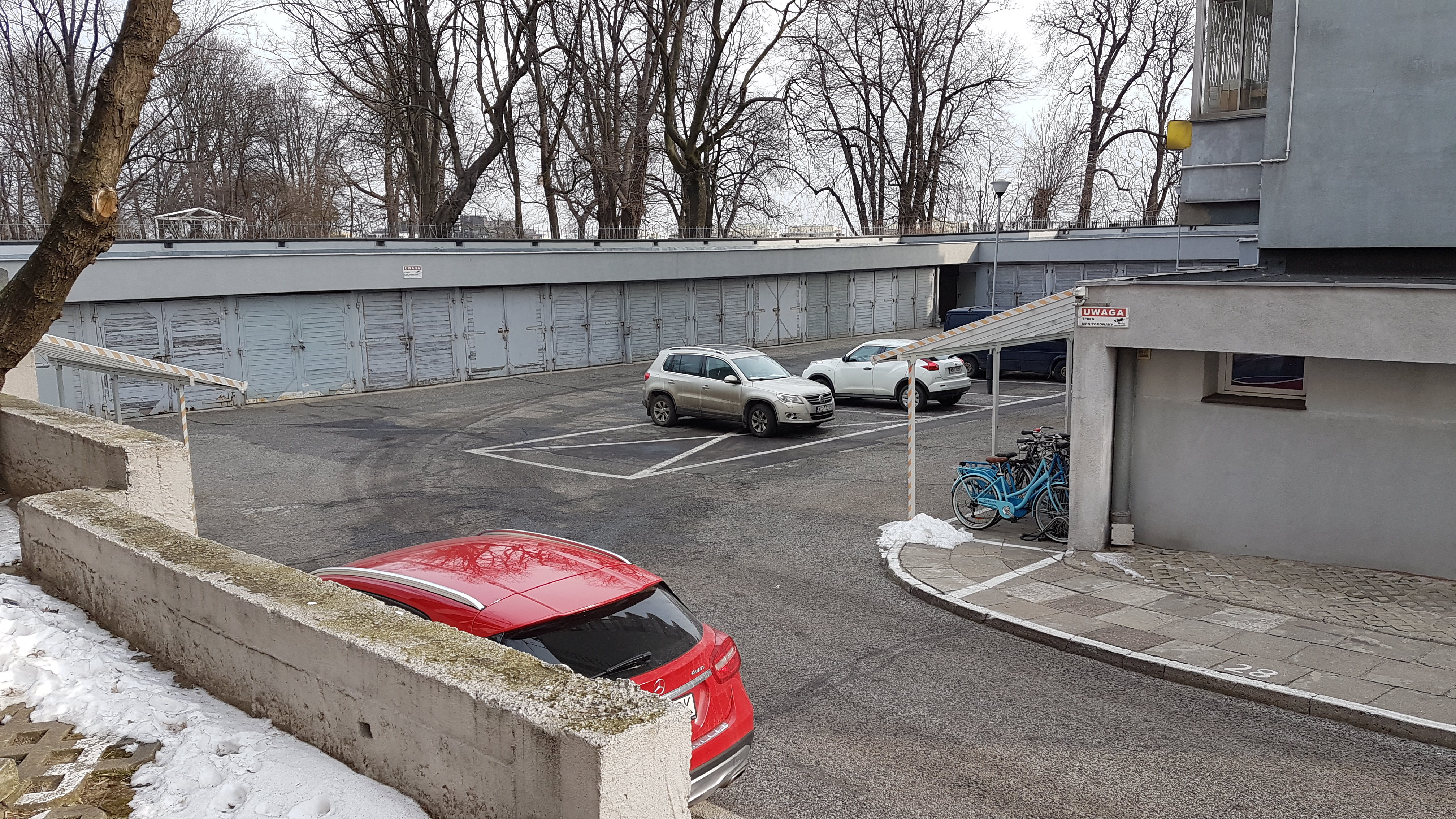
System garaży

W 1964 architekci Jan Bogusławski i Bohdan Gniewiewski zaprojektowali 19-piętrowy budynek na miejscu przedwojennej placówki. W 1976 ukończono jego budowę. Inwestorem było biuro obsługi cudzoziemców „PUMA”. Z powodu charakterystycznego kształtu ostatnich pięter blok nazwany został potocznie „domem z opadłą szczęką” lub „młotkiem”. Był jedną z pierwszych inwestycji tego rodzaju w Warszawie, czyli wysokościowców powstających od lat 60. (obok bloków na Ścianie Wschodniej i Domem Studenckim „Riviera”). Stał się jednym z najbardziej charakterystycznych budynków w centralnej części miasta, a także dominantą skarpy wiślanej.
Wysokościowiec był projektowany jako hotel polonijny, w którym miały znaleźć się komfortowe pokoje dla Polaków przyjeżdżających z zagranicy. Szybko jednak przekształcono go z hotelu w blok mieszkaniowy, zważywszy na duże zapotrzebowanie na mieszkania. Lokale kupowano za dewizy. Łącznie w budynku mieściło się 140 mieszkań o powierzchni od 40 do 60 m². Zainstalowano również szybkie windy i domofony. Budynek stał się jednym z najbardziej ekskluzywnych apartamentowców w PRL-u.
Na dachu usytuowano dwukondygnacyjny lokal rozrywkowy z tarasem (19. i 20. piętro). Najpierw była to kawiarnia „Akropol”, a potem klub „Top Floor”, który przez pewien czas działał nielegalnie.
W sierpniu 2016 budynek został wpisany do gminnej ewidencji zabytków Warszawy.

## Dane techniczne
- Wysokość strukturalna: 66 m[12]
- Wysokość do dachu: 61 m[12]
- Wysokość architektoniczna: 66 m[12]
- Liczba kondygnacji nadziemnych: 20[12]
- Liczba lokali mieszkalnych: 140[12]